# Podwerbce
Podwerbce (ukr. Підвербці) – wieś na Ukrainie, w obwodzie iwanofrankowskim, w rejonie tłumackim, nad Dniestrem.
Latem 1941, po ataku III Rzeszy na ZSRR, zamordowano tutaj 4-osobową rodzinę żydowską (matkę z trojgiem dzieci; byli to jedyni żydowscy mieszkańcy wsi). Zabito także kilka osób (prawdopodobnie 8), które obejmowały posady w sowieckiej administracji.